# 広島市立湯来西小学校
広島市立湯来西小学校（ひろしましりつゆきにししょうがっこう）は、広島県広島市佐伯区湯来町大字多田にあった公立小学校。

## 概要
広島県の西北部に位置し、五日市駅南口より広電バスで1時間10分、湯来温泉より徒歩10分の場所にある  。校区は太田川の支流、水内川沿い、延長13キロメートルの中に点在する上多田、中多田、打尾谷、菅沢の四地域。校区内には1949年（昭和24年）に開発された湯来温泉や湯来ロッジなどの旅館がある  。

## 沿革
- 1873年（明治6年） - 善福寺内に教場を設け、旭昇舎と称す
- 1881年（明治14年） - 来栖根に共有の土蔵を改造して教場とし下小多田小学校と称す
- 1905年（明治38年） - 高等科併置認可、上水内尋常小学校と改称す
- 1913年（大正2年） - 村内小学校、本校に合併、上多田、打尾谷、菅沢の分教場を設置する
- 1941年（昭和16年）4月 - 国民学校令により、上水内国民学校と改称
- 1947年（昭和22年）4月 - 学制改革により、上水内小学校と改称
- 1956年（昭和31年）9月 - 湯来町立湯来小学校と改称
- 1969年（昭和44年）9月 - 湯来町立湯来西小学校と改称
- 2005年（平成17年）4月25日 - 湯来町の広島市への合併により、広島市立湯来南小学校と改称
- 2024年（令和6年）3月31日 - 広島市立湯来東小学校へ統合により廃校[2]

## 校区
- 広島市立湯来中学校の校区[3]
  - 湯来町大字菅澤、湯来町大字多田